# Juan Machado
Juan José Machado Siqueiros (ur. 22 lutego 1999 w Los Mochis) – meksykański piłkarz występujący na pozycji napastnika, od 2024 roku zawodnik Tepatitlán.